# Fringilla teydea

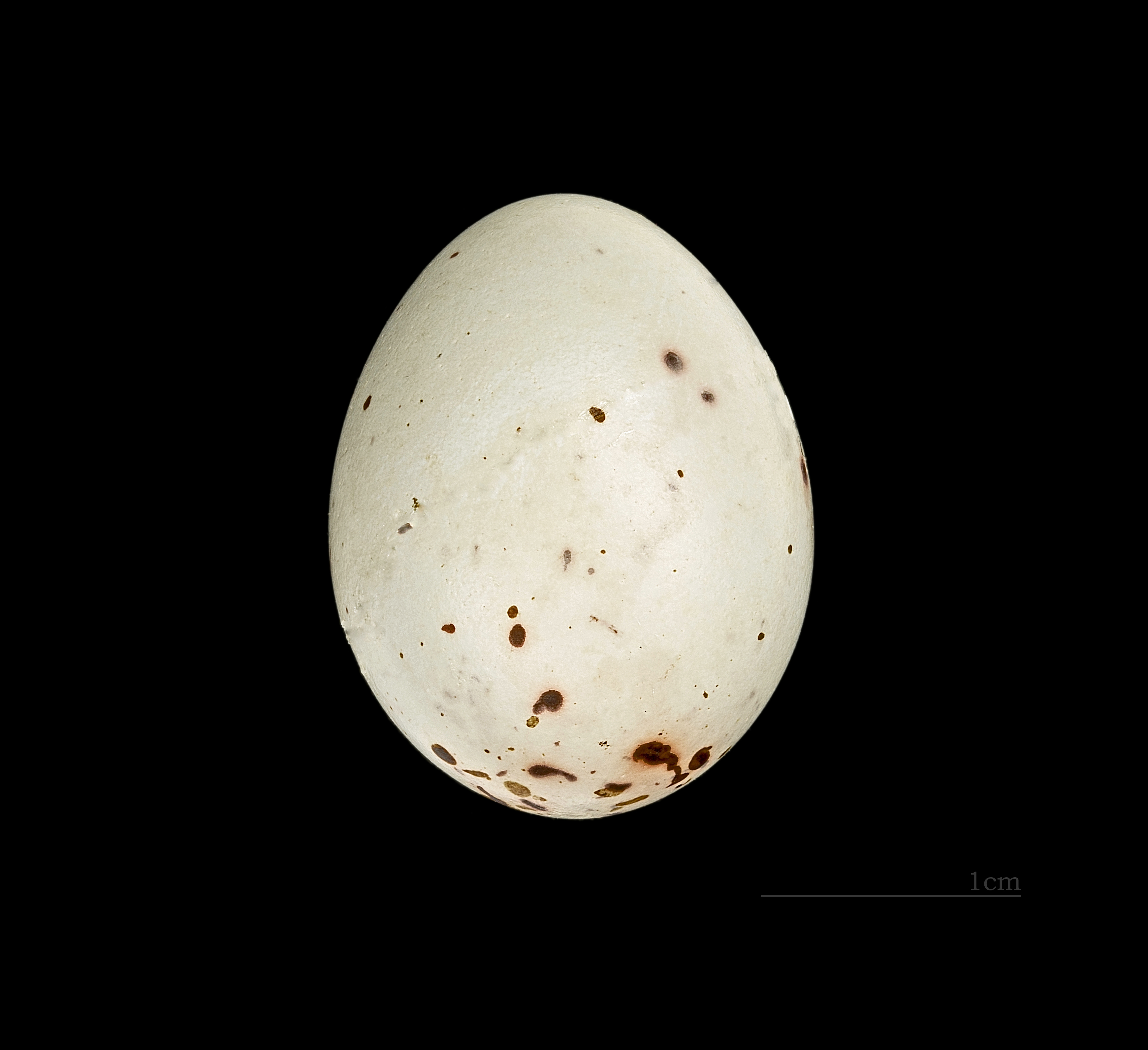
Fringilla teydea teydea

Fringilla teydea là một loài chim trong họ Fringillidae. Nó là biểu tượng động vật của đảo Tenerife.